# Burundi nos Jogos Olímpicos de Verão de 2000
O Burundi participou dos Jogos Olímpicos de Verão de 2000 em Sydney, Austrália.